# 今井村 (新潟県)
今井村（いまいむら）は、かつて新潟県西頸城郡にあった村。

## 沿革
- 1889年（明治22年）4月1日 - 町村制の施行により、西頸城郡頭山村、岩木村、西中村、中谷内村、大谷内村、西川原村及び山本村の区域をもって、西頸城郡今井村が発足する。
- 1901年（明治34年）11月1日 - 西頸城郡今井村及び須沢村が合併して、西頸城郡今井村が発足する。
- 1954年（昭和29年）10月1日 - 西頸城郡今井村の区域を分割して、大字今村新田及び須沢の区域の一部の区域を西頸城郡青海町に、大字岩木、頭山、西中、中谷内、大谷内、西川原、山本及び須沢の区域の一部の区域を糸魚川市に編入する。